# 坂間恵
坂間 恵（さかま めぐみ、1976年9月24日 - ）は、日本のモデル、タレント、元レースクイーン。東京都出身。愛称はさかめぐ。

## 経歴・人物
1976年9月24日、生まれる。
1990年代後半から2000年代前半にかけて、レースクイーンとして人気を博し、アイドルユニット「ラッキー・レッグス」での活動、CD発売のほか、写真集やイメージDVDをリリースした。
美脚ユニット「ラッキー・レッグス」は、2001年から MEGUMI（坂間恵）を含む7人で活動。各人の脚に各1億円、総額7億円の傷害保険がかけられたことが話題になった。グループ名の名付け親は作詞家の森雪之丞。2001年8月22日に発売したデビューシングル『KICK＆KISS』は作詞・森雪之丞、作曲・高見沢俊彦であった。同年末には、第52回NHK紅白歌合戦にゲスト出演した。
2019年現在も撮影会モデル等の活動を行っている。
特技はジャズダンス、歌。趣味はサッカー観戦、手芸。ディズニーが好き。

## レースクイーン・キャンギャル
| 年     | カテゴリー             | チーム名／出展社                                   | 他メンバー          |
| ------ | ---------------------- | -------------------------------------------------- | ------------------- |
| 1997年 | 全日本GT選手権         | マツダスピードスポーツファクトリーwithカストロール |                     |
| 1998年 | スーパー耐久           | HONDA Gathers                                      | 加藤岡静            |
| 1999年 | スーパー耐久           | HONDA Gathers                                      | 御法川裕子 川嶋梨渚 |
| 2000年 | フォーミュラ・ニッポン | Team LeyJun（チーム・レイジュン）                  |                     |
| 2003年 | 全日本GT選手権         | カストロールサーキットレディ                       | 渡部由起子          |
| 2004年 | 全日本GT選手権         | カストロールサーキットレディ                       | 渡部由起子          |
| 2004年 | 東京オートサロン       | SUBARU                                             |                     |
| 2008年 | 東京オートサロン       | ダイハツ工業                                       |                     |

## 出演

### テレビ
- テレビ朝日「トゥナイト2」 - ギャンブル特集レポーター（1999年）
- テレビ朝日「完売劇場」 - レギュラー（2000年）
- ちばテレビ「テレジオ5」 - ナビゲーター、レギュラー（2000年12月 - 2004年4月)
- CS スポーツ・アイ ESPN「NBA FAN FACTORY」 - レギュラー（2000年12月 - 2001年1月）
- CS イーピー放送「ラブ・カップ レースクィーン」（2002年7月 - ）[5]
- スカパー!（エンタ!959）「坂間恵のおうじぃ〜が行く」 - レギュラー

### テレビドラマ
- TBSテレビ「花嫁は厄年ッ!」 - 社員 役（レギュラー、2006年）
- テレビ朝日「サラリーマン金太郎2」第2話 - 愛人 役（2010年）
- 関西テレビ「GTO」第7話・第8話 - 小笠原玲奈 役（2012年8月14日・21日）
- WOWOW「名刺ゲーム」 - 主婦 役（2017年）

### ラジオ番組
- 有線放送「LUCKY LEGS のへなちょっこキック」 - レギュラー（2000年9月 - 2001年8月）
- ミュージックバード「頑張れ！ピッカラ商店街!!」 - レギュラー（2000年11月 - 2001年8月）
- 東海ラジオ「坂間恵のアカラサカマ」（2001年10月 - 2002年6月)

### 映画・Vシネマ
- 「美脚迷路」（オメガプロジェクト、2001年5月公開）
- 「無人島物語〜BRQ〜」 - 早智 役（JSDSS、2001年）[6]

## 作品

### 写真集
- RACE QUEEN97 No.2
- キャンギャルコレクション2000（ネコパブリッシング、2000年8月）
- ラッキー・レッグス1st写真集「LUCKY LEGS」（英知出版刊、2001年9月）

### DVD
- 「KICK!」（発売元：ミュージアム、2001年9月)  - JAN:4513741050518
- 「ASIAN美少女FILE マーブルクィーン Vol.1」（販売元: ユニバーサルJ、2003年6月25日） - JAN: 4988005337672
- 「meg’s show」（販売元: ビデオメーカー、2003年8月27日） - JAN: 4571152110290
- 「もうひとつのGT選手権〜目指せ!アクションスター編〜」（販売元: ソフト・オン・デマンド、2004年6月17日） - JAN: 4528558012420

### CD
MEG-S名義
- 「WING」（ARENA RECORDS、2003年3月14日） - JAN: 4948722121657